# Ryan Manoogian
Ryan Manoogian (* 26. November 1992) ist ein US-amerikanischer Volleyballspieler. Seit 2023 spielt er bei den WWK Volleys Herrsching.

## Karriere
Manoogian begann seine Karriere an der Windward High School. Danach studierte er zunächst ein Jahr am Orange Coast College, bevor er 2014 zur Long Beach State University wechselte. Danach zog der Libero durch Europa. Seine erste Station war 2017/18 Pénzügyőr SE. Mit dem ungarischen Verein spielte er im Challenge Cup und erreichte das nationale Pokalfinale. 2018/19 trat er mit dem norwegischen Verein Viking TIF Bergen in der Champions League an. Anschließend spielte er zwei Jahre in Finnland, zunächst beim Team Lakkapää und dann bei Raision Loimu. In der Saison 2021/22 spielte er mit Dinamo Bukarest im CEV-Pokal und wurde rumänischer Vizemeister. Danach wechselte er zu Fonte Bastardo Azores. Mit dem portugiesischen Verein erreichte er im nationalen Pokal und der Meisterschaft den zweiten Platz und wurde außerdem Dritter im Challenge Cup. 2023 wurde Manoogian vom deutschen Bundesligisten WWK Volleys Herrsching verpflichtet.

## Privates
Manoogian ist von Geburt an fast gehörlos. Er erhielt ab dem dritten Lebensjahr Sprechunterricht und benutzt spezielle Hörhilfen. Seine Kommunikation läuft ansonsten über Lippenlesen und Körpersprache. Als der Libero in die US-amerikanische Nationalmannschaft der Gehörlosen berufen wurde, lernte er zusätzlich die Gebärdensprache, da dort Hörhilfen verboten waren.